# 何广乾
何广乾（1920年—？），男，江苏丹徒人，中国结构力学专家，曾任中国建筑科学研究院研究员、博士生导师，第六、七届全国政协委员。